# サンセット・ストリップ

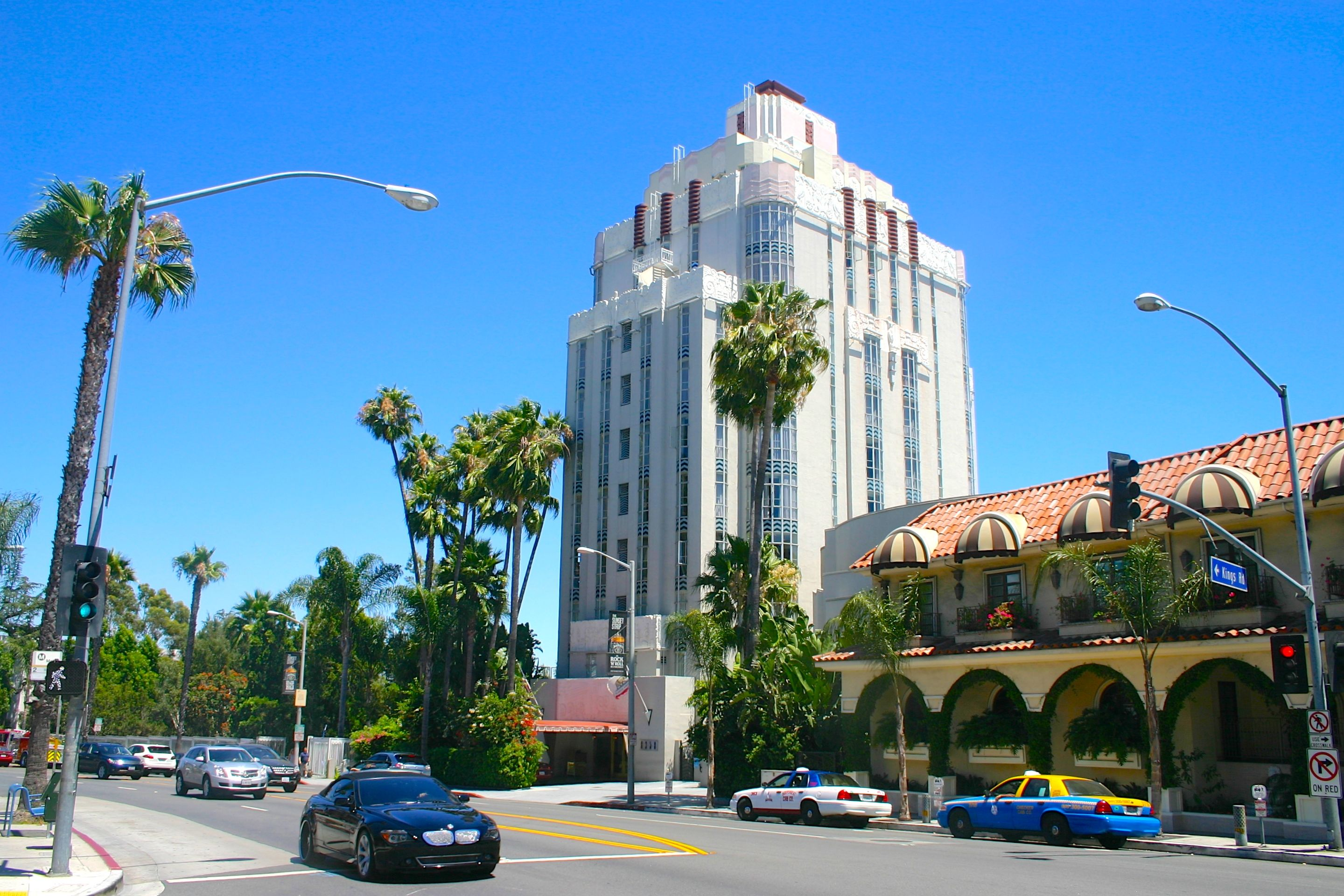
サンセット・ストリップとサンセット・タワー

サンセット・ストリップ（Sunset Strip）は、ウェスト・ハリウッドの市街地を抜けるサンセット・ブールバードの2.7キロメートルの部分。この通りはロサンゼルス市のマーモント・レーン近くのウェスト・ハリウッドの東側境界から、フィリス・ストリートでビバリーヒルズに接するウェスト・ハリウッド西側境界まで伸びている。サンセット・ストリップは、巨大で色鮮やかな看板が並んでいることとともに、ブティック、レストラン、ロッククラブ、ナイトクラブなどでも知られている。

## 歴史

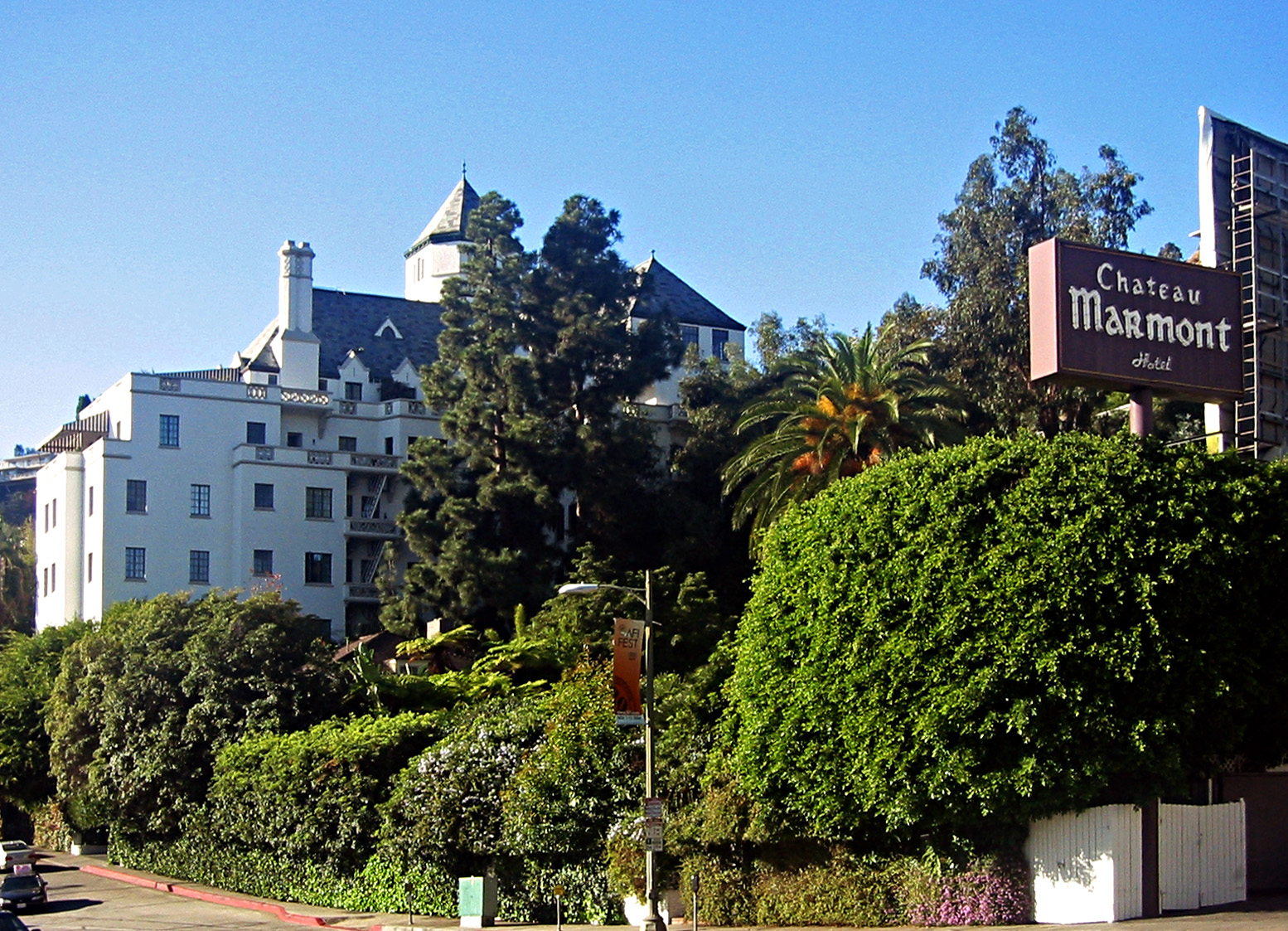
1920年代に建設されたシャトー・マーモント

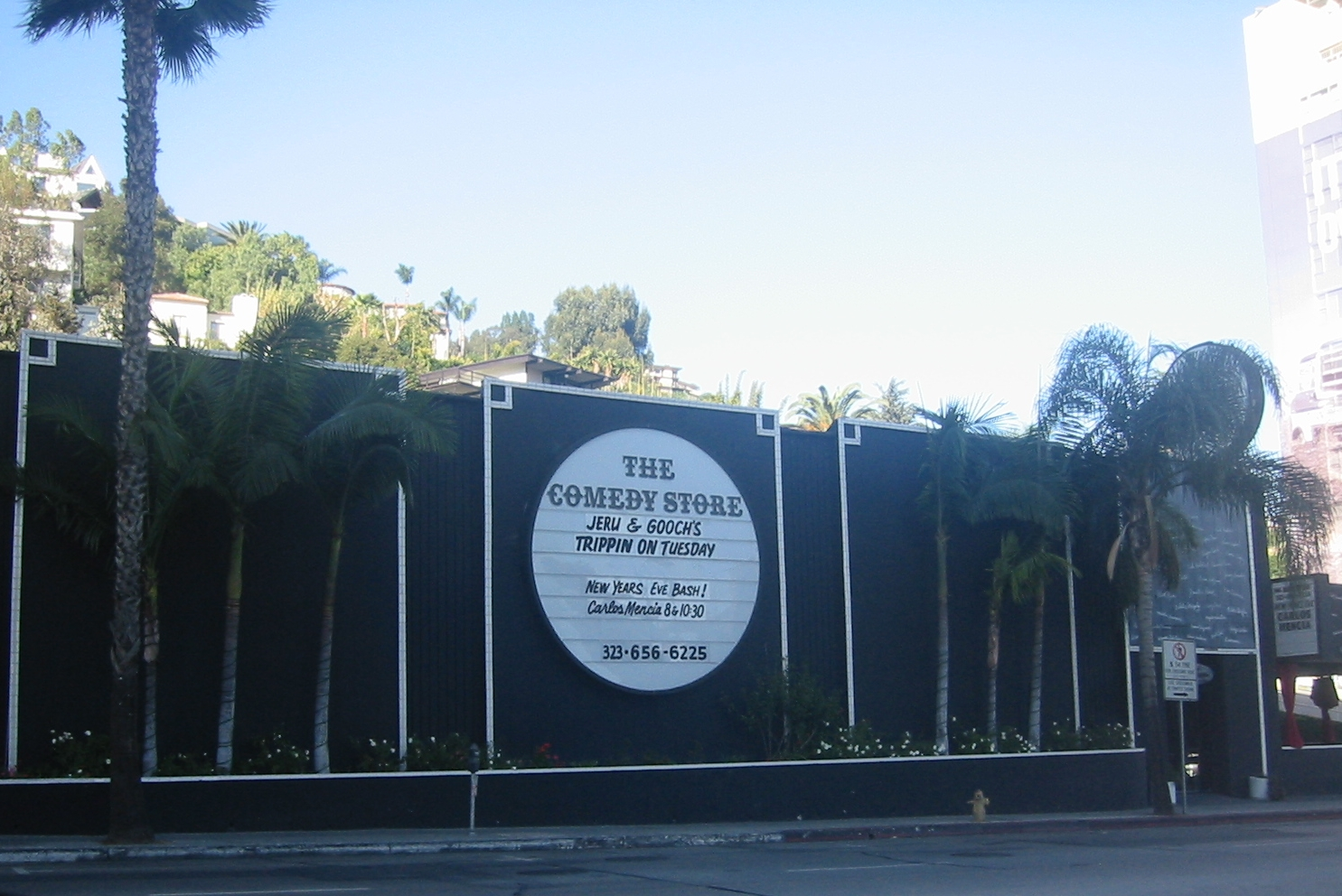
ザ・コメディ・ストア

1984年にウェスト・ハリウッドが市として制定されるまで、サンセット・ストリップはロサンゼルス郡の未編入地域にあった。このため、サンセット・ストリップを含むウェスト・ハリウッド全体がロサンゼルス市警察の管轄下でなかったので規制が緩い地域であるという評判を得ていた。

### 1920年代
賭博はロサンゼルス市内では違法だったが、ロサンゼルス郡の未編入地域では合法だったため、ウェスト・ハリウッドでは市内よりもワイルドなナイトライフが発展した。1920年代には、多くのナイトクラブやカジノがサンセット・ストリップ沿いに移転し、映画業界人を魅了し、禁酒法時代には店の奥の部屋で酒が提供された。

### 1930年代と1940年代
1930年代から1940年代にかけて、シェリーズ、シロズ、モカンボ、トロカデロなどのサンセット・ストリップのレストランやナイトクラブは映画産業に携わる人々に愛用されていた。高価なナイトクラブのいくつかはミッキー・コーエンやバグジー・シーゲルなどのギャングが所有していた言われ、サンセット・ストリップはレイモンド・チャンドラーの1949年のフィリップ・マーロウものの小説、『かわいい女』の舞台となった。サンセット・ストリップには、ハリウッドのロバート・ベンチリーやドロシー・パーカー、F・スコット・フィッツジェラルドといった移住してきた作家地区であるガーデン・オブ・アラー アパートやシュワブ薬局などがある。A

### 1960年代

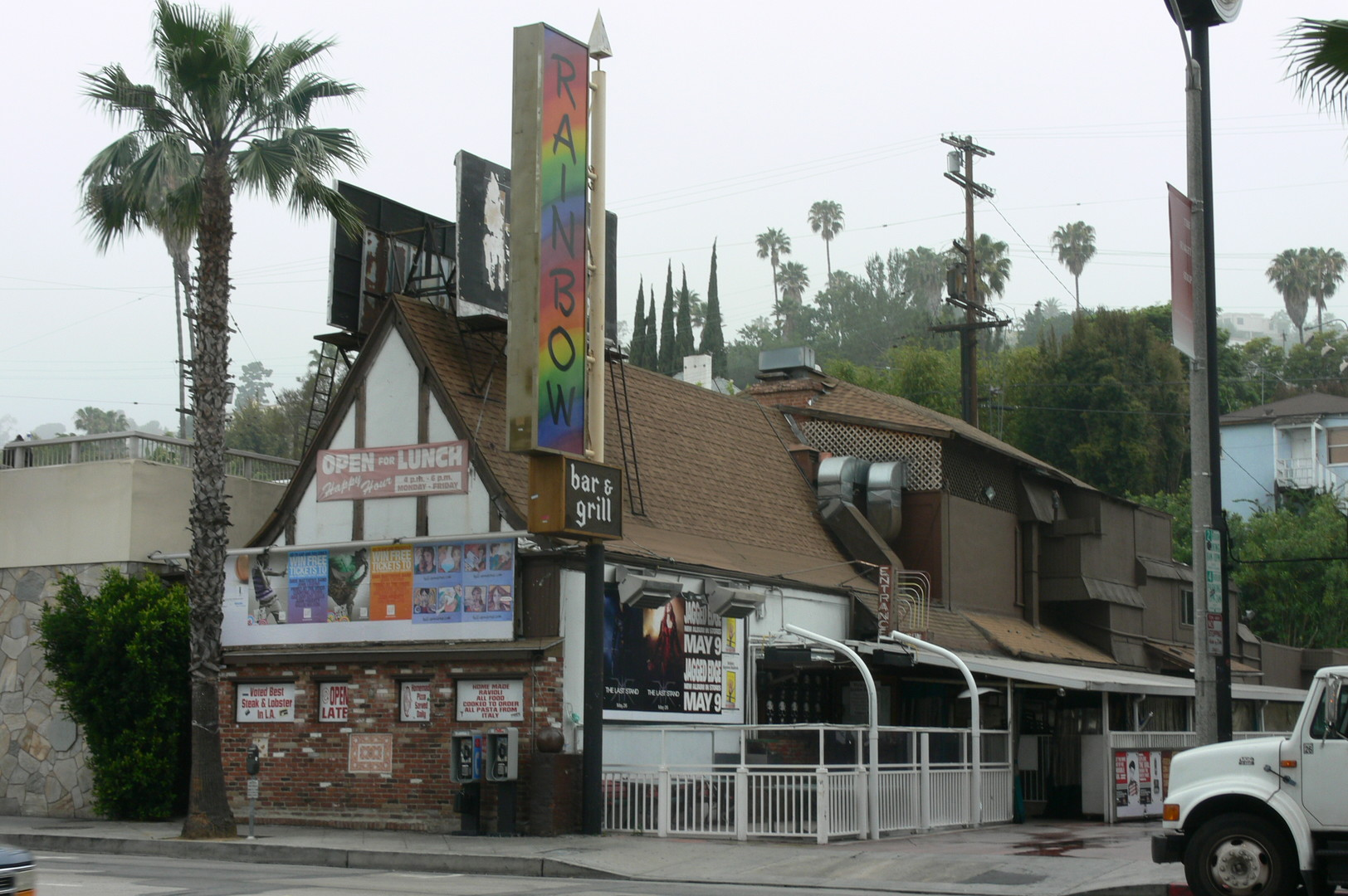
レインボウ・バー・アンド・グリル

1960年代初頭までに、サンセット・ストリップは映画関係者の大多数からの関心を失っていたが、レストランやバー、クラブなどは地元民や観光客のお楽しみになっていた。1960年代中ごろには、ここはカウンターカルチャーの一大集積地となっており、1966年11月に警官と若いクラブ好きの若者たちの群衆を巻き込んだヒッピー暴動の舞台となった。この暴動はバッファロー・スプリングフィールドの「フォー・ホワット・イッツ・ワース」に影響を与えた。
サンセット・ストリップはロックミュージシャンとファンとの間で人気を博していた。レッド・ツェッペリンやドアーズ、バーズ、ラヴ、ザ・シーズ、フランク・ザッパなどのバンドが、ガザリーズやウィスキー・ア・ゴーゴー、ロキシー・シアター、パンドラズ・ボックス、ロンドン・フォグなどのクラブで演奏した。1965年7月にゴーゴーダンサーが舞台に立つようになった。ハイアット・ウェスト・ハリウッド（現アンダーズ・ウェスト・ハリウッド）は人気のホテルとなった。

### 1970年代

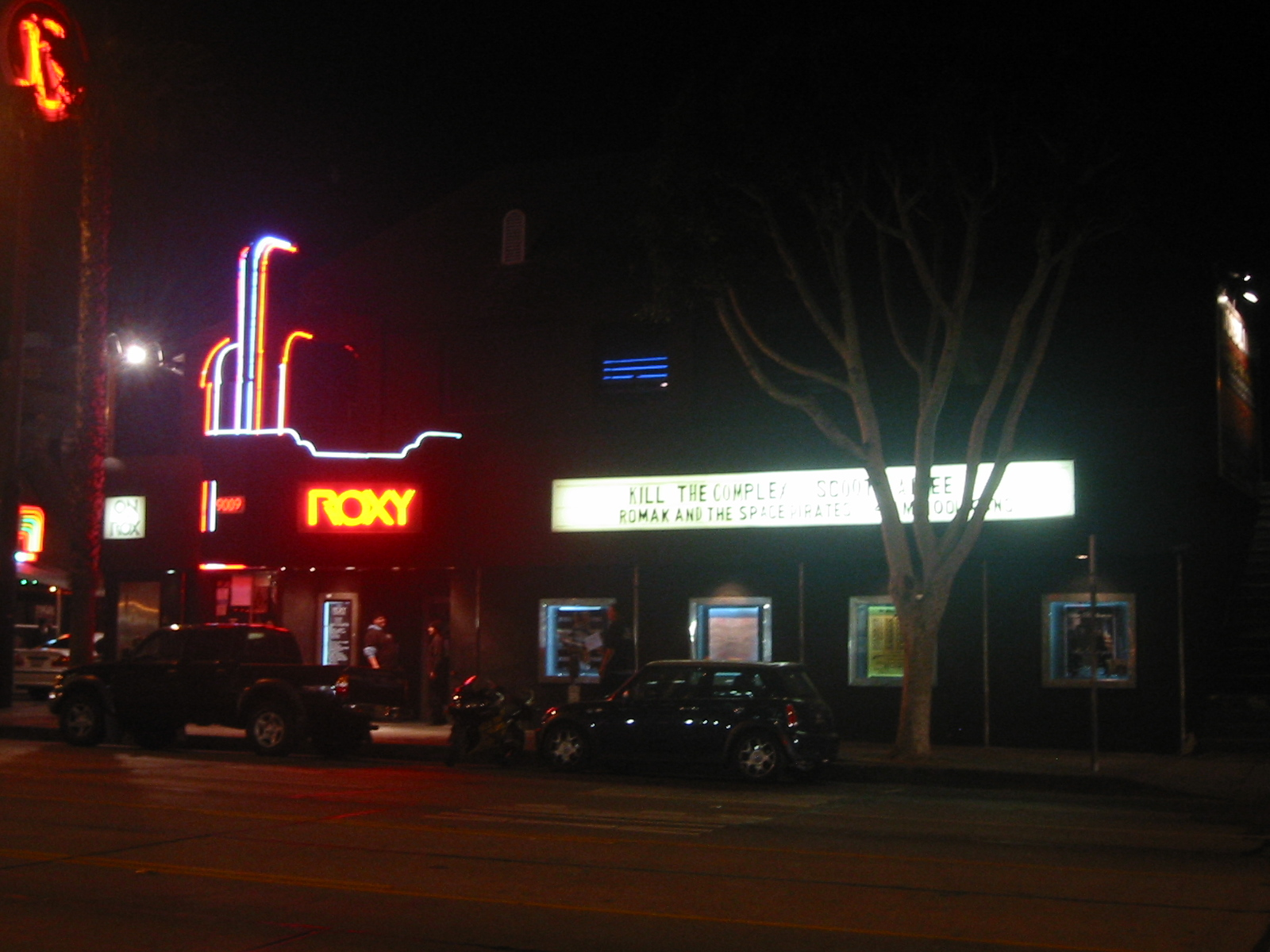
ロキシー・シアター

イギリスのグラムロックムーブメントに影響を受けたロドニー・ビンゲンハイマーズ・イングリッシュ・ディスコは1972年にオープンした。ザ・ストゥージズやニューヨーク・ドールズなどのミュージシャンのたまり場となっていた。当時のサンセット・ストリップのクラブ、特にロドニー・ビンゲンハイマーズやスターウッドは10代の客を受け入れることで有名だった。「誰もIDを携帯したり、気にしたりしませんでした。13歳の少女はセクシーな25歳のような格好で店に入ることもできたし、子供たちはバーでカクテルを注文することもできて、だから私たちが立ち上げってそこで演奏するのはそれほど難しくありませんでした」とクワイエット・ライオットの創設メンバーのケリー・ガルニは回想している。アルバム『華麗なる誘惑』に収録された1979年のドナ・サマーの曲、「サンセット・ピープル」はサンセット・ブールバードでのナイトライフを歌っている。サンセット・ストリップは1970年後半にパンク・ロックやニュー・ウェイヴの主要な焦点の一つであり続けた。

### 1980年代

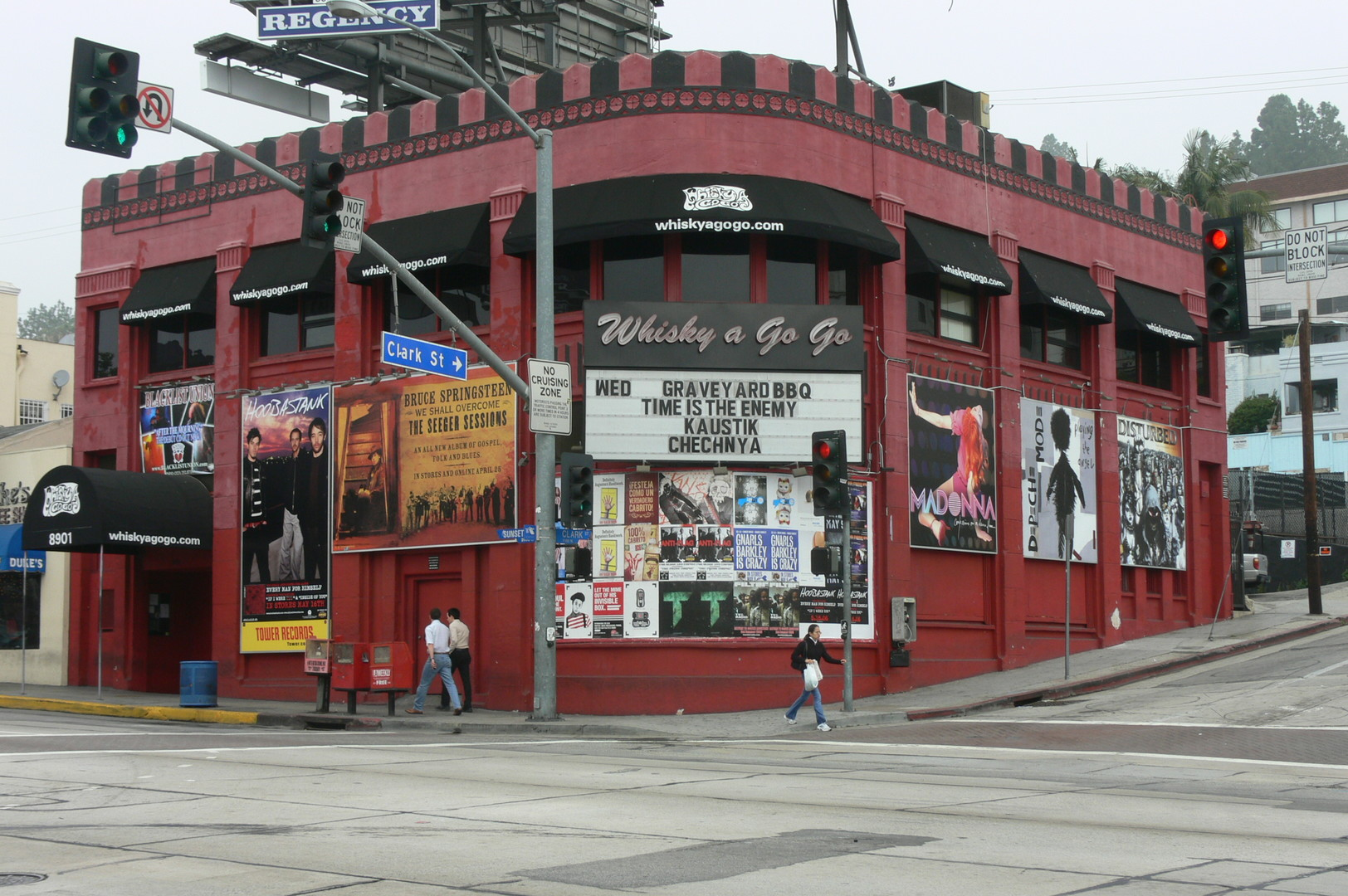
ウィスキー・ア・ゴーゴー

1970年代末から1980年代にかけて、サンセット・ストリップはロサンゼルスのヘヴィメタルムーヴメントの代名詞となり、一般にウェスト・コースト・メタル・エクスプロージョンと呼ばれた。スターウッドやウィスキー・ア・ゴー・ゴー、ロキシーなどのサンセット・ストリップのクラブは、ヴァン・ヘイレンやクワイエット・ライオット、モトリー・クルー、ラット、ガンズ・アンド・ローゼズといったLAを中心に活動するヘヴィメタルバンドの拠点となった。LAのミュージックシーンはグラム・メタルの代名詞となり、多くのファンがバンドの髪形や服装を模倣した。ストリップ沿いのクラブに集まるヘヴィメタルファンは通りの決定的な特徴となった。
バンドがクラブで演奏するために料金を負担する「ペイ・トゥ・プレイ」ポリシーの採用は、業界のショーケースとなっているグループ以外にとっては魅力を減ずることとなった。2010年代時点で、サンセット・ストリップのクラブは音楽業界のエスタブリッシュメントが支配し続けている。
1984年11月に、ウェスト・ハリウッドの有権者による投票で市制制定が決定され、この地域は独立した自治体となった。サンセット・ストリップの西端は、主にエンターテインメント産業向けのオフィス・ビルやホテルで占められていた。

### 1990年代
1990年代を通して、ロサンゼルスのオルタナティヴ・ミュージックの活動の中心はもっと東のエコー・パークやシルバー・レイク、ロス・フェリスに移った。

## ランドマーク
|                                  | ロサンゼルス市                     |                                        |  |
| クレセント・ハイツ・ブールバード | クレッセント・ハイツ・ブールバード |                                        |  |
| シャトー・マーモント             |                                    |                                        |  |
| マーモント・レーン               |                                    |                                        |  |
| ピンク・タコ                     | ウェスト・ハリウッド市             |                                        |  |
| スウィーザー・アベニュー         | ウェスト・ハリウッド市             | スウィーザー・アベニュー               |  |
| カーニーズ                       | ウェスト・ハリウッド市             |                                        |  |
| サドル・ランチ                   | ウェスト・ハリウッド市             | サンセット・タワー                     |  |
| キングス・ロード                 | ウェスト・ハリウッド市             |                                        |  |
| アンダーズ・ウェスト・ハリウッド | ウェスト・ハリウッド市             |                                        |  |
| ザ・コメディ・ストア             | ウェスト・ハリウッド市             |                                        |  |
| ピアッツァ・デル・ソル           | ウェスト・ハリウッド市             | モンドリアン・ホテル                   |  |
|                                  | ウェスト・ハリウッド市             | スカイバー                             |  |
| ピンク・ドット                   | ウェスト・ハリウッド市             |                                        |  |
| ミラー・ドライブ                 | ウェスト・ハリウッド市             | ラ・シエネガ・ブールバード             |  |
|                                  | ウェスト・ハリウッド市             | Fred Segal                             |  |
|                                  | ウェスト・ハリウッド市             | ブック・スープ                         |  |
|                                  | ウェスト・ハリウッド市             | ザ・ヴァイパー・ルーム                 |  |
|                                  | ウェスト・ハリウッド市             |                                        |  |
| クラーク・ストリート             | ウェスト・ハリウッド市             | サン・ヴィンセント・ブールバード       |  |
| ウィスキー・ア・ゴーゴー         | ウェスト・ハリウッド市             |                                        |  |
| ロキシー・シアター               | ウェスト・ハリウッド市             |                                        |  |
| レインボウ・バー・アンド・グリル | ウェスト・ハリウッド市             |                                        |  |
|                                  | ウェスト・ハリウッド市             |                                        |  |
| ドエニー・ドライブ               | ウェスト・ハリウッド市             | ドエニー・ドライブ                     |  |
|                                  | ウェスト・ハリウッド市             | 9200サンセット                         |  |
|                                  | ウェスト・ハリウッド市             | ソーホー・ハウス・ウェスト・ハリウッド |  |
|                                  |                                    |                                        |  |
|                                  | フィリス・ストリート               |                                        |  |
|                                  | ビバリー・ヒルズ市                 |                                        |  |

## 大衆文化でのサンセット・ストリップ
1958年から1964年のテレビ番組『サンセット77』はラ・シエネガ・ブールバードとアルタ・ロマ・ロードの間のサンセット・ストリップを舞台にしているが、この地域の番地は7000番台と8000番台であり、77番地というのは架空の番地である。1960年にNBCから放映されたスキップ・オーマイアー主演の刑事ドラマの Dan Raven もサンセット・ストリップを舞台としている。Dan Raven にはボビー・ダーリンやマーティ・インゲルス、ポール・アンカなどの有名人が自分自身の役で出演した。1979年の映画『ハードコアの夜』では、ジョージ・C・スコット扮する登場人物ジェイク・バンドーンが、行方不明の10代の娘を探すためにロサンゼルスに向かうシーンでサンセット・ストリップが映される。

Studio 60 on the Sunset Strip は、サンセット・ストリップの架空の劇場で深夜に上演されるコメディ・スケッチ・ショーの舞台裏を描くテレビドラマだった。
2006年1月27日にロサンゼルスのヴァンガード・ハリウッドで初演された『ロック・オブ・エイジズ』の舞台は、2012年の同名映画のきかっけとなった。この作品の物語は1987年のサンセット・ストリップが中心となっている。
2010年の映画『バーレスク』は、サンセット・ストリップのニュー・バーレスククラブを舞台にしている。
HBOのテレビシリーズ『アントラージュ★オレたちのハリウッド』のオープニング映像にはサンセット・ストリップが写されている。
ビデオゲーム『グランド・セフト・オートIV』には、ロサンゼルスを基にした架空の都市ロス・サントスのエクリプス・ブールバードに、テキー・ラ・ラと名付けられた、ウィスキー・ア・ゴー・ゴーのパロディのクラブが登場する。
ロサンゼルスを拠点とするアーティストのエド・ルシェは、1966年にアーティスト・ブック『サンセット大通りのすべての建物』（"Every Building on The Sunset Strip"）を制作し
、その後、ゲティ研究所のためにウェブサイト 12 Sunsets を制作した

。